# Spont

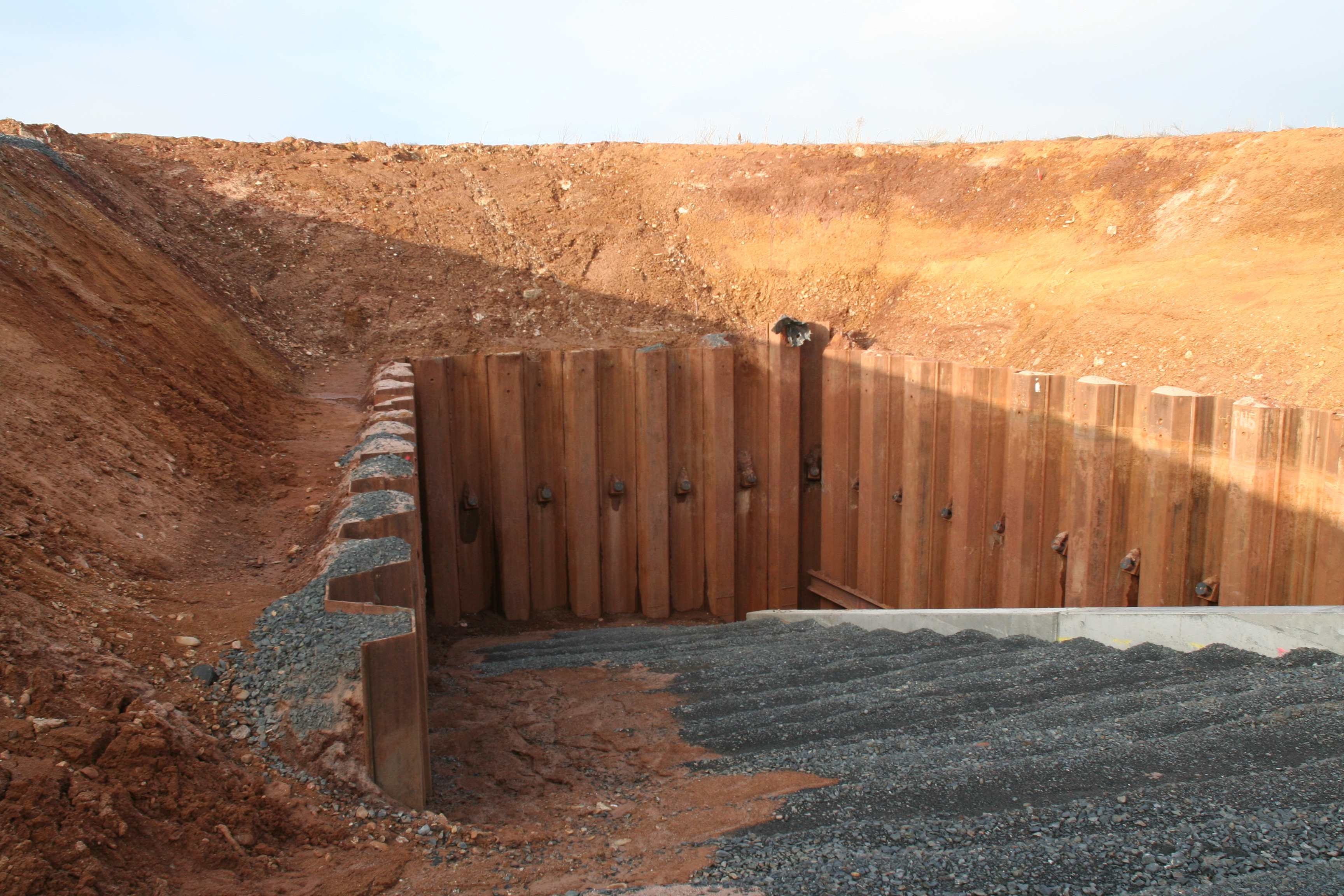
Bakåtförankrad stålspont

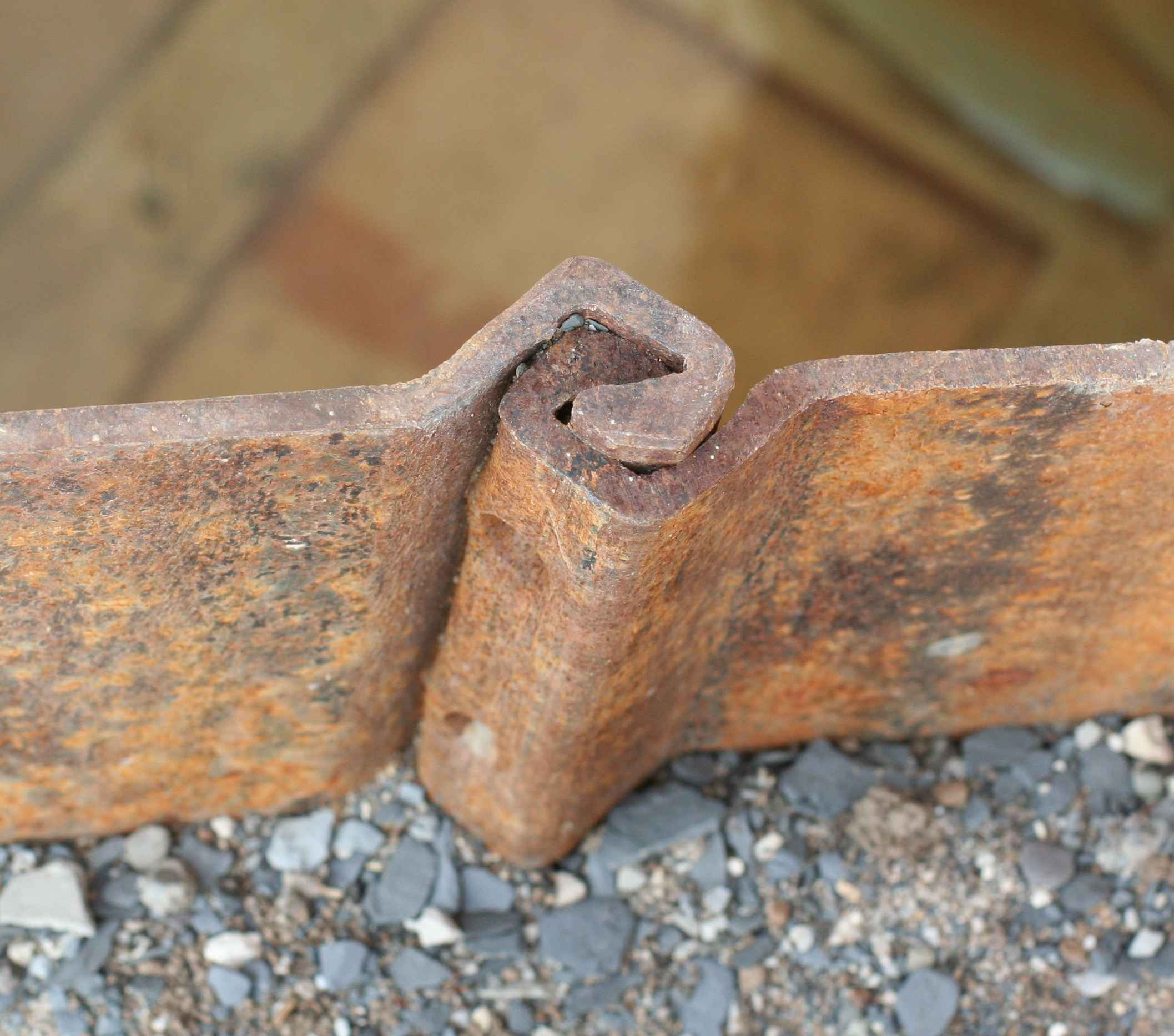
Exempel på sammankoppling av avsträvad tätspont av stål.

Spont, är ett generellt samlingsnamn på ett flertal stödkonstruktioner som används för att säkra kringliggande mark vid jobb i densamma. Stödkonstruktionen kan vara tillfällig som vid anläggning av nya vatten- och avloppsledningar eller permanenta som vid konstruktion av en ny fartygskaj. Man delar generellt in sponten i två huvudtyper och pratar då oftast om avsträvad spont (även kallad spontplank eller KD-plank) och spontkassetter.

## Funktion
Oavsett typ så är stödkonstruktionens syfte att motverka eventuella förskjutningar mellan olika jordlager i marken, vilka kan ge upphov till ras. Avsträvad stålspont används bland annat vid bygge av kajer vid hamnanläggningar, broar, slussar och drivs ned i marken med en maskindriven hejare eller hydraulhammare, eller trycks ned i marken med exempelvis undersidan på grävskopan alternativt grävs ned beroende på markförutsättningar och typ av spont. HD-polyeten-spont spolas ned med vatten och lufttryck, alternativt med grävmaskin, antingen som den är eller utrustad med hydraulhammare. Avsträvad spont monterad i 
Spontkassetter kan antingen ställas i ett färdiggrävt schakt eller i vissa fall sänkschaktas; vanligtvis används en kombination av metoderna. Eftersom spontkassetterna i sin konstruktion (oftast två motstående stålväggar separerade med ett antal stämp) har en begränsning gällande schaktbredd är de mest lämpade vid förläggning av vatten- och avloppsledningar då de är lättare att hantera än avsträvad spont. Man klarar normalt av att hantera spontkassetterna med en grävmaskin, vilket även betyder mindre buller. En spontkassett står normalt sett aldrig under schaktbotten utan oftast på samma nivå alternativt något högre än schaktbotten.
En avsträvad stålspont består av ett antal spontplankor som är mer eller mindre sammanfogade beroende på om de är täta eller ej. De förses med hammarband och stämp alternativt bakåtförankras med jord eller bergankare om stämp ej kan användas, exempelvis vid konstruktion av en kaj där en motstående vägg att växla av marktrycket emot saknas.

### Spontkassett
En spontkassett är oftast tillverkad i stål även om känsligare material som aluminium och trä förekommer. Spontkassetten är självbärande och behöver normalt inga separata hammarband.
Flera spontkassetter kan användas tillsammans och kompletterar varandra, men var och en är sin egen enhet och kan flyttas utan att påverka de andra spontkassetternas integritet.
Det finns speciella spontkassetter avsedda att användas tillsammans med avsträvad spont.
Det finns även fyrkantiga spontkassetter där stålväggarna stöttar varandra utan behov av separata stämp/strävor.

## Borrad spont
Då marken innehåller block och sten, eller då traditionell spontslagning orsakar störande buller eller vibrationer, är borrad spont ett alternativ. Metoden innebär att glest placerade stålrör borras genom marken ned till berg. I takt med att jordmassorna schaktas undan, fylls utrymmet mellan stålrören med stålplåtar, plank eller sprutbetong. Konstruktionen kan förstärkas med hammarband och förankringsstag.